# C-REAL

C-REAL (em coreano:  씨리얼 Ssirieol) foi um girl group sul-coreano formado pela NAP Entertainment em 2011. Elas fizeram sua estreia oficial com a canção "No No No No No" em 12 de outubro de 2011. O grupo é constituído por cinco garotas: Chemi (líder), Re Dee, Effie, Ann J e Lenny. O nome do grupo foi feito a partir da primeira letra do nome de cada integrante.

## Integrantes
| Nome artístico | Nome artístico | Nome de nascimento | Nome de nascimento | Data de nascimento               | Posição no grupo            |
| Romanizado     | Hangul         | Romanizado         | Hangul             | Data de nascimento               | Posição no grupo            |
| -------------- | -------------- | ------------------ | ------------------ | -------------------------------- | --------------------------- |
| Chemi          | 케미           | Kim Yong Won       | 김용원             | 25 de junho de 1993 (31 anos)    | Líder, vocalista principal  |
| Effie          | 에피           | Lee Ji Hun         | 이지훈             | 13 de abril de 1994 (30 anos)    | Vocalista líder e Face      |
| Re Dee         | 레디           | Lee Da Hui         | 이다희             | 15 de julho de 1994 (30 anos)    | Rapper principal, vocalista |
| Ann J          | 앤제이         | Jo Yeo Yun         | 조여윤             | 26 de setembro de 1995 (29 anos) | Vocalista líder, visual     |
| Lenny          | 레니           | Lee Yu Jin         | 이유진             | 28 de novembro de 1996 (28 anos) | Maknae, vocalista           |

## Discografia

### EPs
- 2011: Round 1
- 2012: Love Diary
- 2013: por anunciar

### Singles
- 2012: Sorry But I
- 2012: Danger Girl

## Videografia

### Videoclipes
Os videoclipes do C-REAL foram enviados através da conta oficial da LOEN Entertainment no YouTube.
| Ano  | Título           | Duração | Notas                                  |
| ---- | ---------------- | ------- | -------------------------------------- |
| 2011 | "No No No No No" | 3:36    | Com a participação de Thunder do MBLAQ |
| 2012 | "JOMA JOMA"      | 3:28    |                                        |
| 2012 | "Sorry But I"    | 3:51    | Primeiro single                        |
| 2012 | "Danger Girl"    | 3:40    |                                        |